# Frédéric Dubois de Montpéreux

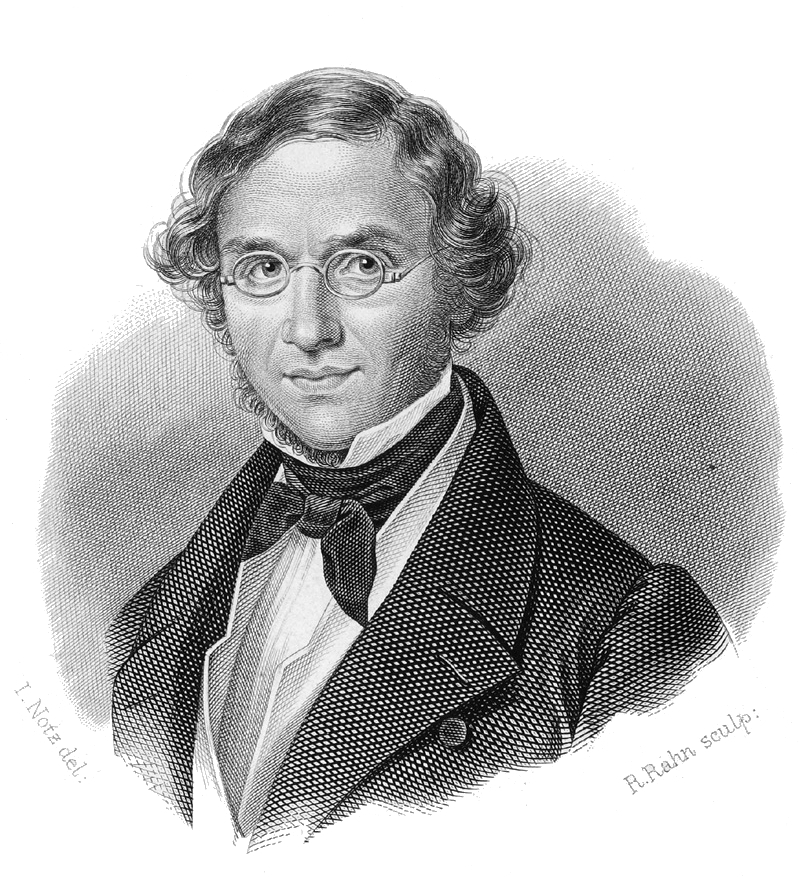
Frédéric Dubois de Montpéreux

Frédéric Dubois de Montpéreux, auch Du Bois geschrieben, russisch Фредерик Дюбуа де Монпере, (* 28. Mai 1798 in Môtiers, heute Kanton Neuenburg; † 7. Mai 1850 in Peseux) war ein Schweizer Reiseschriftsteller, Naturforscher, Archäologe und Historiker. Er ist bekannt für seinen Reisebericht aus dem Kaukasus.

## Leben und Werk
Er hiess eigentlich nur Dubois, legte sich aber nach der Heimat seiner Vorfahren den Namenszusatz de Montpéreux zu. Dubois wuchs in den Weinbergen am Ufer des Neuenburgersees auf. Sein Vater war Kaufmann. Er besuchte die Schule in Neuenburg und interessierte sich früh für Altertümer.
1817 bis 1819 war er Lehrer für Französisch in St. Gallen und danach bis 1821 Hauslehrer (Hofmeister) in Kurland. 1821 bis 1829 war er Direktor einer Schule in Litauen. Während dieser Zeit bereiste er auch Polen, wo er ebenfalls Hauslehrer war.
Mit seinen Schülern ging er 1829 bis 1831 nach Berlin, wo er an der Universität Berlin Vorlesungen von bekannten Professoren wie August Boeckh, Carl Ritter, Leopold von Buch und Alexander von Humboldt besuchte. 1831 bis 1834 bereiste er die Krim und dann den Kaukasus. Unterstützt wurde er dabei von der russischen Regierung und dem Militär, das damals gerade den Kaukasus eroberte.
Er veröffentlichte anschliessend einen mehrbändigen Reisebericht und erhielt hierfür die Goldmedaille der französischen geographischen Gesellschaft und vom Zaren den Orden des heiligen Stanislaus und eine hohe Geldsumme. Im Reisebericht finden sich neben geographischen, ethnographischen und historischen auch archäologische, geologische und paläontologische Informationen und viele Zeichnungen (er war ein guter Maler).
Er hatte das Angebot vom Zaren, weiter in Russland zu bleiben und dort Reisen zu unternehmen, zog es aber vor, in seine Heimat zurückzukehren. Seit ihrer Gründung 1838 lehrte er Archäologie an der Akademie in Neuenburg und wurde dort 1843 Professor. Als die Akademie 1848 geschlossen wurde, untersuchte er weiter die mittelalterlichen Denkmäler von Neuenburg und Umgebung, besonders die Stiftskirche.
Als Archäologe grub er in Cressier und Colombier, wo er eine römische Villa entdeckte.
Er war mit Ferdinand Keller und Arnold Escher von der Linth befreundet. Seine Bibliothek und seine Sammlungen schenkte er daher der Stadt Zürich.

## Schriften (Auswahl)
- Conchiologie fossile et aperçu géognostique des formations du plateau Wolhyni-Podotien. Schropp, Berlin 1831 (Digitalisat)
- Voyage autour du Caucase, chez les Tscherkesses et les Abkhases, en Colchide, en Géorgie, en Arménie et en Crimée, 6 Bände, Librairie de Gide, Paris, 1839–1849, mit zusätzlichem Atlas, (Digitalisat)
  - deutsch: Reise um den Kaukasus zu den Tscherkessen und Abchasen, nach Kolchis, Georgien, Armenien und in die Krim. 3 Bände, Leske, Darmstadt 1842–1846 (Digitalisat)
- La bataille de Granson. Zürich 1844
- Les monuments de Neuchâtel. Zürich 1852 (Digitalisat)